# Kreiskrankenhaus Eichstätt

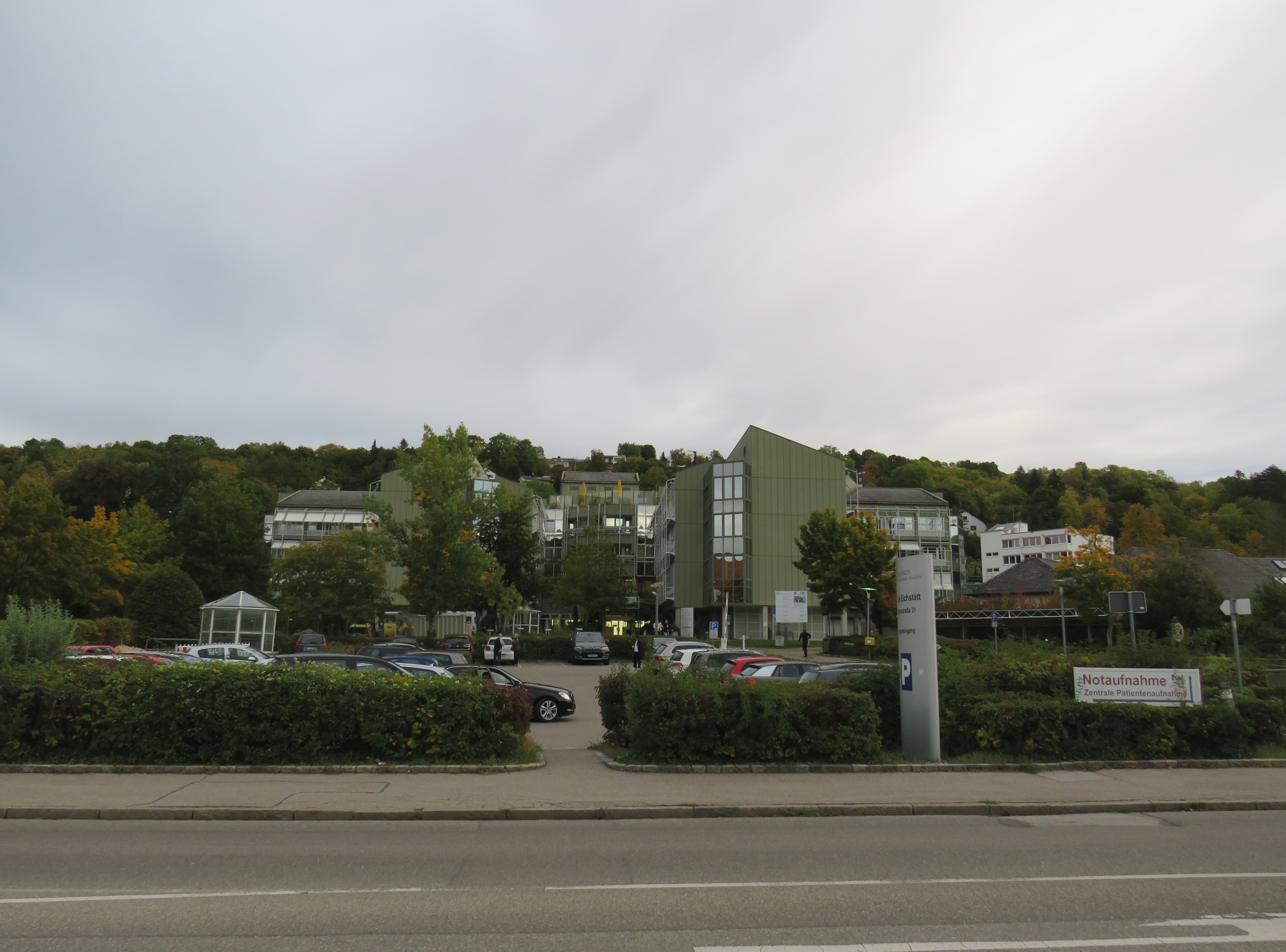
Klinik Eichstätt

Das Kreiskrankenhaus Eichstätt, heute Klinik Eichstätt, im oberbayerischen Eichstätt gehört zu den Kliniken im Naturpark Altmühltal GmbH und wurde 1982 eröffnet.

## Geschichte
Der Klinikkomplex wurde zwischen 1979 und 1982 errichtet. Ursprünglich ein Kreiskrankenhaus wird die Einrichtung heute als Klinik eingestuft. Seit 2017 läuft eine Generalsanierung der Klinik in fünf Bauabschnitten, die bis 2029 abgeschlossen sein soll. In diesem Zuge soll die Klinik auch um einen Erweiterungsbau ergänzt werden sowie um einen zusätzlichen Bau, der eine Psychiatrische Tagesklinik beherbergen soll. Die Kosten für die gesamten Arbeiten belaufen sich auf mindestens 111,8 Millionen Euro.

## Organisation und Infrastruktur
Die Klinik Eichstätt ist ein Dienstleistungsunternehmen im Gesundheitswesen mit 152 Betten und 10 Fachabteilungen in Trägerschaft des Landkreises Eichstätt. Es handelt sich um ein Krankenhaus der Versorgungsstufe 1. Jährlich werden etwa 18.000 Patienten von den über 450 Mitarbeiter und Mitarbeiterinnen behandelt. Seit 2004 firmiert die Klinik mit der Schwesterklinik in Kösching als Kliniken im Naturpark Altmühltal. Die Klinik dient als akademisches Lehrkrankenhaus der Technischen Universität München (Fakultät für Medizin) und ist Mitglied der Klinik Kompetenz-Bayern.

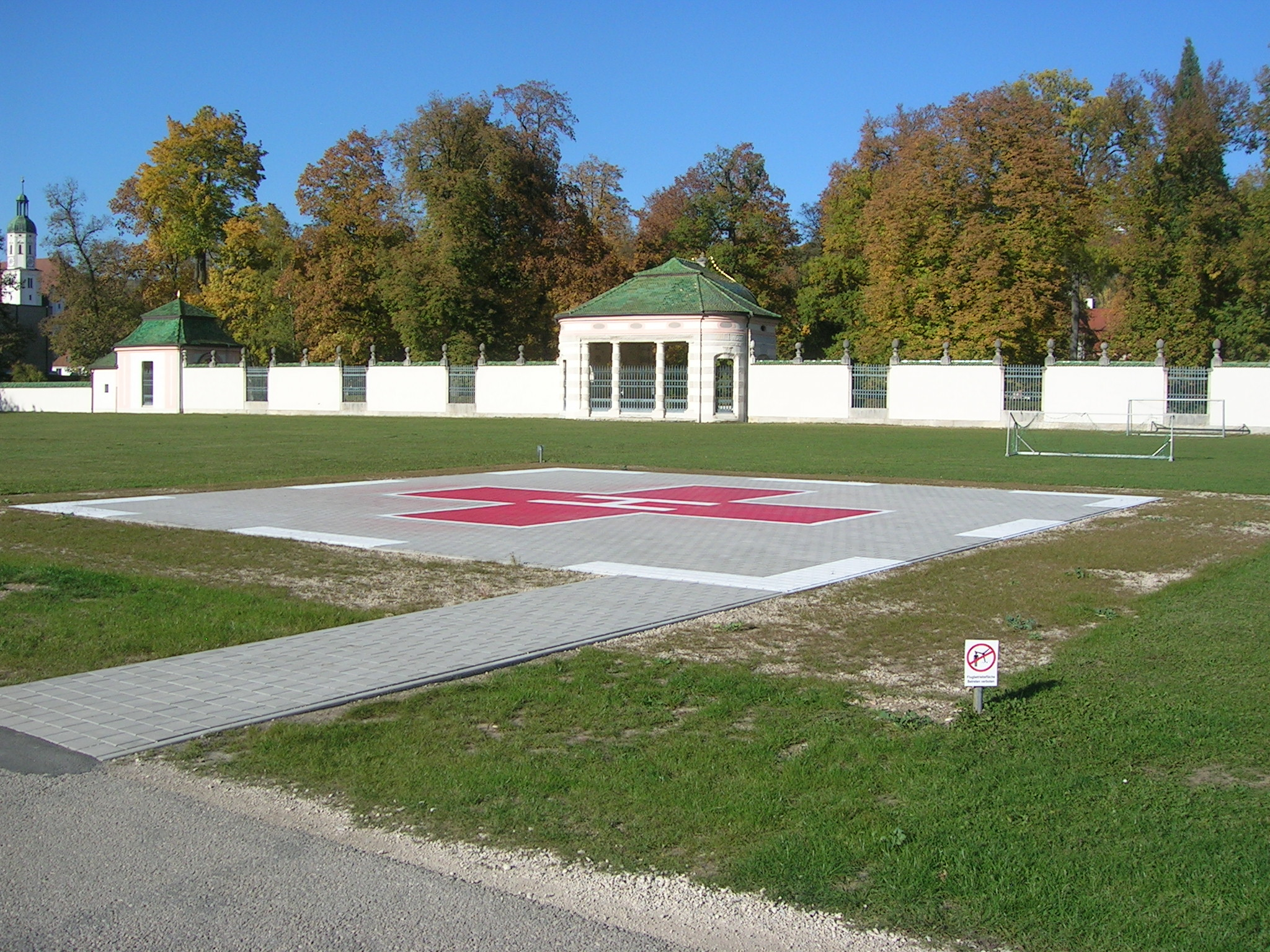
Hubschrauberlandeplatz der Klinik auf der Seminarwiese

Die Klinik verfügt über einen Hubschrauberlandeplatz auf der Seminarwiese. Zuvor ein Graslandeplatz wurde dieser 2018 asphaltiert.
Vor Ort sind folgende Fachbereiche vertreten:
- Alterstraumatologie
- Innere Medizin:
  - Akutgeriatrie
  - Angiologie
  - Diabetologie
  - Ernährungsmedizin
  - Gastroenterologie
  - Kardiologie
  - Nephrologie
  - Palliativmedizin
  - Pneumologie
  - Schlaganfallbehandlung
- Chirurgie
  - Allgemein- und Viszeralchirurgie
  - Orthopädie und Unfallchirurgie
  - Kinderorthopädie und Neuroorthopädie
- Geburtshilfe und Frauenheilkunde
  - Gynäkologie
  - Geburtshilfe – seit Dezember 2019 sind jedoch bis auf weiteres keine Geburten in der Klinik Eichstätt möglich, weil die Kreißsäle wegen Hebammenmangels geschlossen werden mussten.[14]
- Anästhesie und Intensivmedizin

## Lage und Architektur

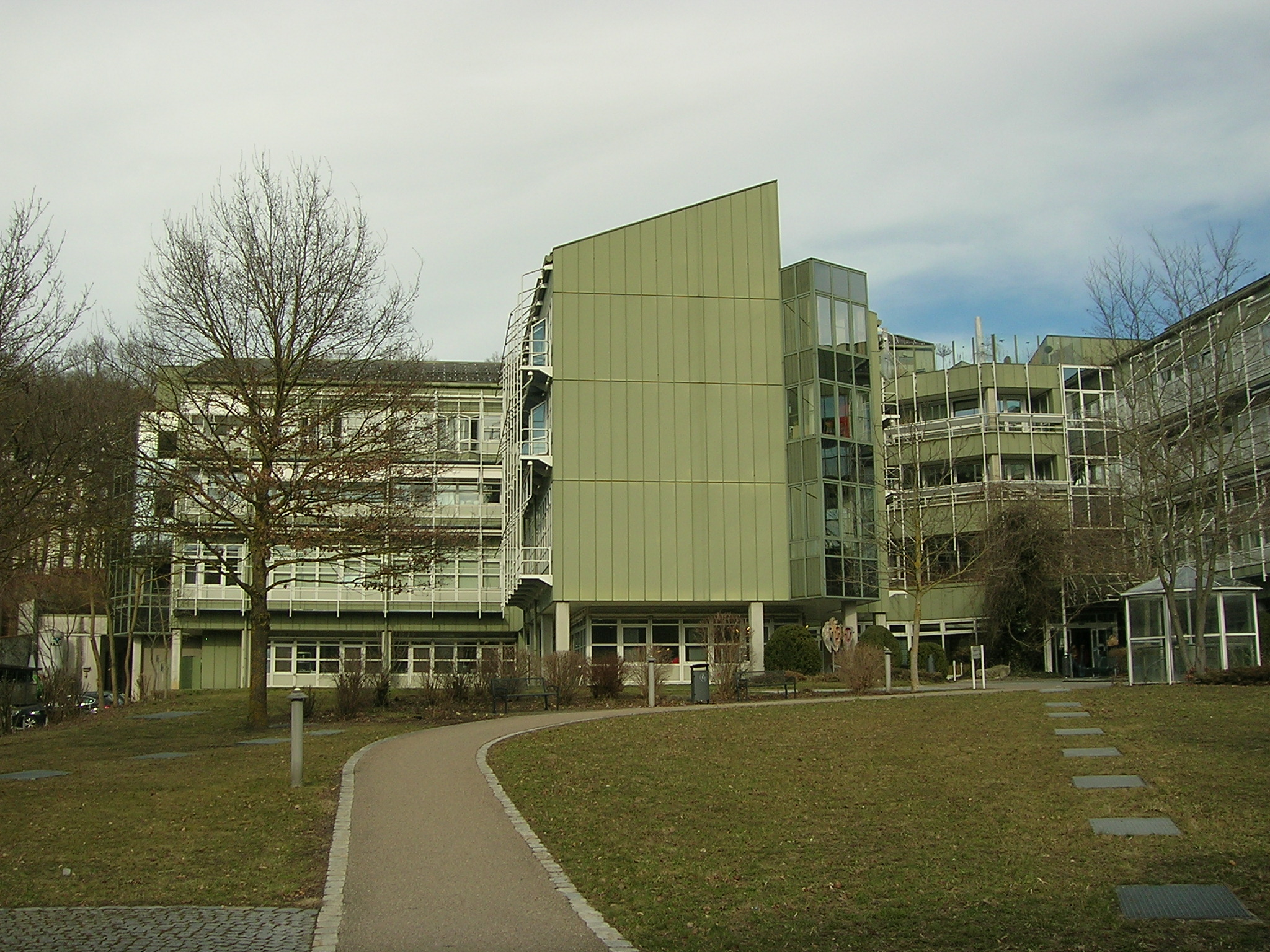
Südansicht

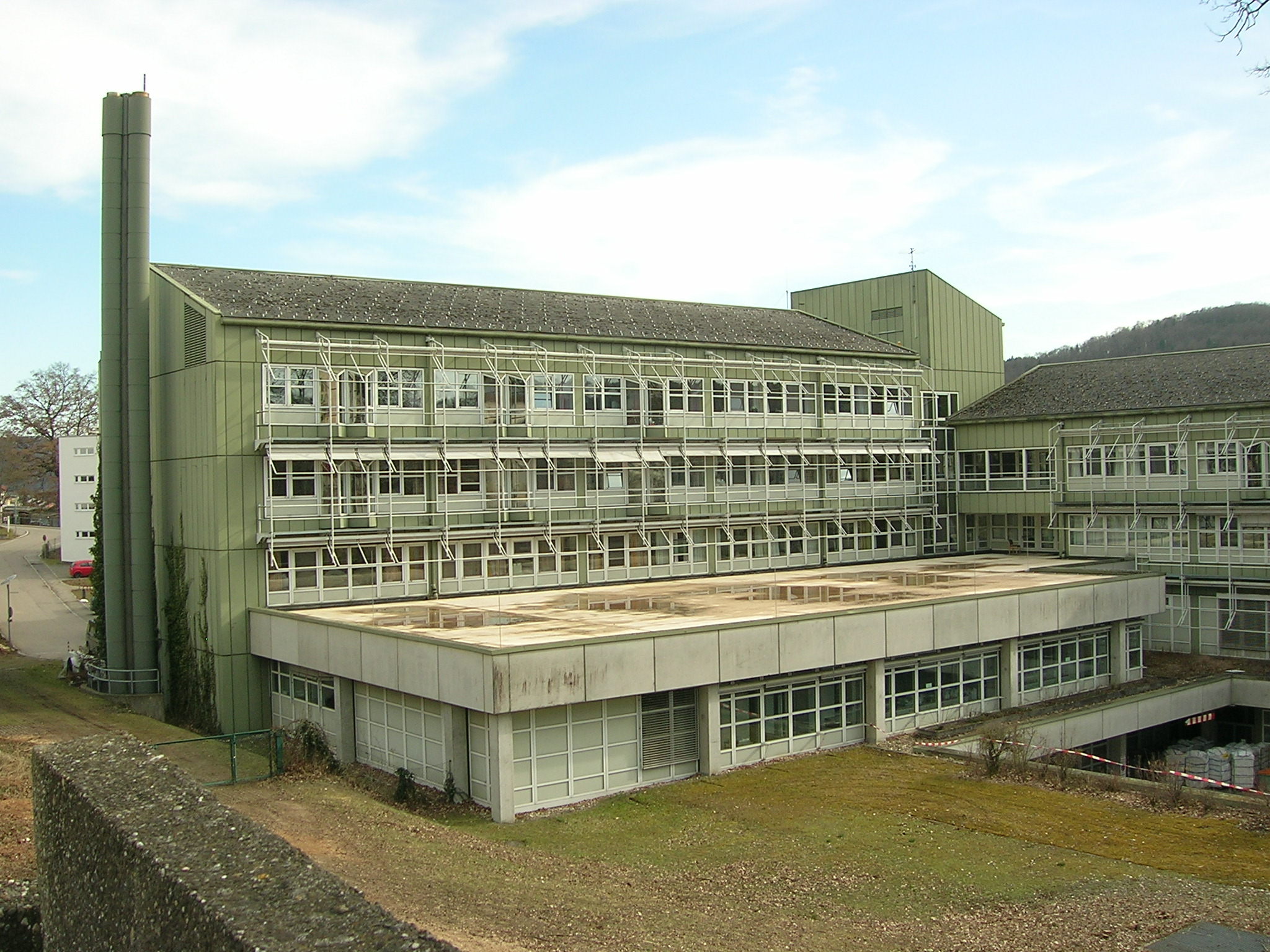
Nordansicht

Die Klinik Eichstätt befindet sich in der Ostenvorstadt in der Ostenstraße 31 in Nähe zum Ehemaligen Waisenhaus, Sommerresidenz, Schottenkloster und der Kollegiengebäude der KU Eichstätt.
Das von den Münchner Architekten Eberhard Schunck, Schuster-Pechthold und Mitarbeiter K. J. Habermann, A. Tinnes und Dieter Ullrich errichtete Kreiskrankenhaus wurde fotografisch von Sigrid Neubert dokumentiert. Für den Südteil zeichneten die örtlichen Bauingenieure Martinka + Grad, für den Nordteil zeichneten Fries + Schittig aus Ingolstadt und für die Tiefgarage Stefan Hirsch. Lichtplaner war der in Eichstätt ansässige Walter Bamberger und der Gartenarchitekt war der Münchner Gerhart Teutsch. Die Bauleitung übernahm Rauch + Wiese.